# Jorge Rivera
Jorge Luis Rivera, född 28 februari 1972, är en amerikansk före detta MMA-utövare som bland annat tävlade i organisationen Ultimate Fighting Championship.